# 19149 Boccaccio
19149 Boccaccio è un asteroide della fascia principale. Scoperto nel 1990, presenta un'orbita caratterizzata da un semiasse maggiore pari a 3,3802052 UA e da un'eccentricità di 0,0751269, inclinata di 6,72799° rispetto all'eclittica.
L'asteroifr è dedicato a Giovanni Boccaccio, celeberrimo poeta italiano del Trecento.